# ورزشگاه کارلوس زامیت
ورزشگاه کارلوس زامیت (به پرتغالی: Estádio Municipal Carlos Zamith) یک ورزشگاه چندمنظوره در مانائوس، آمازوناس، برزیل است. این ورزشگاه بیشتر برای مسابقات فوتبال استفاده می‌شود و حداکثر ظرفیت آن ۶٬۵۰۰ نفر است.
در ابتدا قرار بود این ورزشگاه به‌عنوان یک مرکز تمرینی برای جام جهانی ۲۰۱۴ مورد استفاده قرار گیرد، اما ساخت آن در ۵ اوت ۲۰۱۳ آغاز شد و هزینه اولیه آن ۱۴ میلیون رئال بود. این ورزشگاه که به نام کارلوس زامیت، روزنامه‌نگار ورزشی برجسته ایالت که در آن زمان درگذشته بود، نامگذاری شده است،  در ۲۴ مهٔ ۲۰۱۴ به طور نمادین افتتاح شد و فرماندار ایالت، خوزه ملو د اولیویرا، اولین گل را به ثمر رساند.